# Appellation d’origine garantie
Appellation d’origine garantie (AOG) (deutsch etwa garantierte Herkunftsbezeichnung) ist ein an die französische AOC angelehntes Prädikat für Weine aus bestimmten, oft auch ausgezeichneten Lagen. Verwendung findet es in Algerien und Marokko. Beide Länder ersetzten nach ihrer Unabhängigkeit das französische Weingesetz durch nationale Gesetze. So verwendet Marokko das AOG-Prädikat seit 1956. In Algerien gibt es sieben ausgewiesene Weinbaugebiete, deren Weine die Bezeichnung AOG tragen dürfen.